# Get Real Paid
Get Real Paid är en låt av Beck. Låten återfinns på albumet Midnite Vultures, släppt 23 november 1999.
I slutet på låten används "Get Real Paid"s alla tre olika melodier samtidigt. Beck förklarade och sa "Jag försökte göra så att det lät som Teletubbies, om de skulle vara elektronisk musik."
Låtens text, som flera andra på albumet ("Sexx Laws" till exempel) betyder egentligen inget.
Beck har spelat låten live 146 gånger. Den senaste gången var i september 2014.